# Tetramorium
Tetramorium is een geslacht van mieren uit de onderfamilie van de knoopmieren (Myrmicinae).

## Soorten
Deze lijst van 515 namen is mogelijk niet compleet.
- T. aculeatum (Mayr, 1866)
- T. adamsi Hita Garcia & Fisher, 2012
- T. adelphon Bolton, 1979
- T. adpressum (Bolton, 1976)
- T. aegeum Radchenko, 1992
- T. africanum (Mayr, 1866)
- T. agile Arnold, 1960
- T. agna (Santschi, 1935)
- T. aherni Hita Garcia & Fisher, 2012
- T. akengense (Wheeler, W.M., 1922)
- T. akermani Arnold, 1926
- T. ala Hita Garcia & Fisher, 2012
- T. alpestre Steiner, Schlick-Steiner & Seifert, 2010
- T. alternans Santschi, 1929
- T. altivagans Santschi, 1914
- T. amalae Sharaf & Aldawood, 2012
- T. amatongae Bolton, 1980
- T. amaurum Bolton, 1980
- T. ambanizana Hita Garcia & Fisher, 2012
- T. ambatovy Hita Garcia & Fisher, 2012
- T. amentete Bolton, 1980
- T. amissum Bolton, 1980
- T. amium Forel, 1912
- T. anatolicum Csösz & Schulz, 2007
- T. andohahela Hita Garcia & Fisher, 2012
- T. andrei Forel, 1892
- T. andrynicum Bolton, 1977
- T. angulinode Santschi, 1910
- T. ankarana Hita Garcia & Fisher, 2012
- T. annectens Pisarski, 1969
- T. anodontion Bolton, 1979
- T. antennatum (Mann, 1919)
- T. antipodum Wheeler, W.M., 1927
- T. antrema (Bolton, 1976)
- T. anxium Santschi, 1914
- T. aptum Bolton, 1977
- T. argenteopilosum Arnold, 1926
- T. argentirubrum Dietrich, 2004
- T. armatum Santschi, 1927
- T. arnoldi (Forel, 1913)
- T. artemis Hita Garcia & Fisher, 2012
- T. arzi Tohmé, G., 1969
- T. asetyum Bolton, 1980
- T. aspersum (Smith, F., 1865)
- T. ataxium Bolton, 1980
- T. avaratra Hita Garcia & Fisher, 2012
- T. avium Bolton, 1980
- T. azcatltontlium Marques, Vásquez-Bolaños & Quesada, 2011
- T. barbigerum Bolton, 1980
- T. barryi Mathew, 1981
- T. basum Bolton, 1977
- T. baufra (Bolton, 1976)
- T. beesoni (Mukerjee, 1934)
- T. belgaense Forel, 1902
- T. bellicosum Bolton, 1980
- T. bendai Hita Garcia, Fischer & Peters, 2010
- T. bequaerti Forel, 1913
- T. berbiculum Bolton, 1980
- T. bessonii Forel, 1891
- T. bevisi Arnold, 1958
- T. bicarinatum (Nylander, 1846) – Ribbelzaadmier
- T. bicolor Viehmeyer, 1914
- T. bicolorum Vásquez-Bolaños, 2007
- T. binodis (Linnaeus, 1763)
- T. biskrense Forel, 1904
- T. boehmei Hita Garcia & Fisher, 2010
- T. boltoni Hita Garcia, Fischer & Peters, 2010
- T. bonibony Hita Garcia & Fisher, 2012
- T. bothae Forel, 1910
- T. brevicorne Bondroit, 1918
- T. brevidentatum (Kutter, 1932)
- T. brevispinosum (Stitz, 1910)
- T. browni Bolton, 1980
- T. bulawayense Forel, 1913
- T. buthrum Bolton, 1980
- T. caespitum (Linnaeus, 1758) – Zwarte zaadmier
- T. caldarium (Roger, 1857)
- T. calidum Forel, 1907
- T. calinum Bolton, 1980
- T. camerunense Mayr, 1895
- T. candidum Bolton, 1980
- T. capense Mayr, 1865
- T. capillosum Bolton, 1980
- T. capitale (McAreavey, 1949)
- T. cardiocarenum Xu & Zheng, 1994
- T. carinatum (Smith, F., 1859)
- T. centum Bolton, 1977
- T. ciliatum Bolton, 1977
- T. clunum Forel, 1913
- T. cognatum Bolton, 1979
- T. coillum Bolton, 1979
- T. coloreum Mayr, 1901
- T. concaviceps Bursakov, 1984
- T. confusum Bolton, 1977
- T. constanciae Arnold, 1917
- T. convexum Bolton, 1980
- T. coonoorense Forel, 1902
- T. cordatum Sheela & Narendran, 1998
- T. crepum Wang & Wu, 1988
- T. cristatum Stitz, 1910
- T. crypticum (Bolton, 1976)
- T. cuneinode Bolton, 1977
- T. curtulum Emery, 1895
- T. curvispinosum Mayr, 1897
- T. cyclolobium Xu & Zheng, 1994
- T. cynicum Bolton, 1977
- T. chapmani Bolton, 1977
- T. chefketi Forel, 1911
- T. chepocha (Bolton, 1976)
- T. chloe (Santschi, 1920)
- T. christiei Forel, 1902
- T. davidi Forel, 1911
- T. decamerum (Forel, 1902)
- T. deceptum Bolton, 1977
- T. dedefra (Bolton, 1976)
- T. degener Santschi, 1911
- T. delagoense Forel, 1894
- T. densopilosum Radchenko & Arakelian, 1990
- T. depressiceps Menozzi, 1933
- T. depressum Forel, 1892
- T. desertorum (Forel, 1910)
- T. dichroum Santschi, 1932
- T. difficile Bolton, 1977
- T. diligens (Smith, F., 1865)
- T. diomandei Bolton, 1980
- T. diomedeum Emery, 1908
- T. distinctum (Bolton, 1976)
- T. do Forel, 1914
- T. dogieli Karavaiev, 1931
- T. dolichosum Bolton, 1980
- T. dominum Bolton, 1980
- T. doriae Emery, 1881
- T. dumezi Menozzi, 1942
- T. dunhuangense Chang & He, 2001
- T. dysalum Bolton, 1979
- T. dysderke Bolton, 1980
- T. edouardi Forel, 1894
- T. eleates Forel, 1913
- T. electrum Bolton, 1979
- T. elf Hita Garcia & Fisher, 2012
- T. elidisum Bolton, 1980
- T. elisabethae Forel, 1904
- T. emeryi Mayr, 1901
- T. eminii (Forel, 1894)
- T. erectum Emery, 1895
- T. ericae Arnold, 1917
- T. etiolatum Bolton, 1977
- T. exasperatum Emery, 1891
- T. exile Csösz & Radchenko, 2007
- T. fergusoni Forel, 1902
- T. ferox Ruzsky, 1903
- T. feroxoides Dlussky & Zabelin, 1985
- T. fezzanense Bernard, 1948
- T. flabellum Bolton, 1980
- T. flagellatum Bolton, 1977
- T. flaviceps Arnold, 1960
- T. flavipes Emery, 1893
- T. flavithorax (Santschi, 1914)
- T. flavum Chang & He, 2001
- T. forte Forel, 1904
- T. frenchi Forel, 1914
- T. frigidum Arnold, 1926
- T. fulviceps (Emery, 1897)
- T. furtivum (Arnold, 1956)
- T. fuscipes (Viehmeyer, 1925)
- T. gabonense (André, 1892)
- T. galoasanum Santschi, 1910
- T. gambogecum (Donisthorpe, 1941)
- T. gazense Arnold, 1958
- T. gegaimi Forel, 1916
- T. geminatum Bolton, 1980
- T. gestroi (Menozzi, 1933)
- T. ghindanum Forel, 1910
- T. glabratum Stitz, 1923
- T. gladstonei Forel, 1913
- T. goniommoide Poldi, 1979
- T. gracile Forel, 1894
- T. grandinode Santschi, 1913
- T. granulatum Bolton, 1980
- T. grassii Emery, 1895
- T. guangxiense Zhou & Zheng, 1997
- T. guineense (Bernard, 1953) – Artismier
- T. hapale Bolton, 1980
- T. hasinae Yamane & Jaitrong, 2011
- T. hector Hita Garcia & Fisher, 2012
- T. hippocratis Agosti & Collingwood, 1987
- T. hirsutum Collingwood & van Harten, 2005
- T. hispidum (Wheeler, W.M., 1915)
- T. hortorum Arnold, 1958
- T. humbloti Forel, 1891
- T. hungaricum Röszler, 1935
- T. ibycterum Bolton, 1979
- T. ictidum Bolton, 1980
- T. imbelle (Emery, 1915)
- T. impressum (Viehmeyer, 1925)
- T. impurum (Foerster, 1850) – Bruine zaadmier
- T. incruentatum Arnold, 1926
- T. indicum Forel, 1913
- T. indosinense Wheeler, W.M., 1927
- T. inerme Mayr, 1877
- T. inezulae (Forel, 1914)
- T. infraspinosum Karavaiev, 1935
- T. infraspinum Forel, 1905
- T. inglebyi Forel, 1902
- T. insolens (Smith, F., 1861) – Gele zaadmier
- T. intermedium Hita Garcia, Fischer & Peters, 2010
- T. intextum Santschi, 1914
- T. intonsum Bolton, 1980
- T. invictum Bolton, 1980
- T. isectum Bolton, 1979
- T. isipingense Forel, 1914
- T. isoelectrum Hita Garcia & Fisher, 2012
- T. jauresi Forel, 1914
- T. jedi Hita Garcia & Fisher, 2012
- T. jejunum Arnold, 1926
- T. jizane Collingwood, 1985
- T. jordani Santschi, 1937
- T. juba Collingwood, 1985
- T. jugatum Bolton, 1980
- T. kabulistanicum Pisarski, 1967
- T. kakamega Hita Garcia, Fischer & Peters, 2010
- T. kali Hita Garcia & Fisher, 2012
- T. katypum (Bolton, 1976)
- T. kelleri Forel, 1887
- T. keralense Sheela & Narendran, 1998
- T. kestrum Bolton, 1980
- T. kheperra (Bolton, 1976)
- T. khnum Bolton, 1977
- T. khyarum Bolton, 1980
- T. kieti Roncin, 2002
- T. kisilkumense Dlussky, 1990
- T. kraepelini Forel, 1905
- T. krynitum Bolton, 1980
- T. kydelphon Bolton, 1979
- T. laevithorax Emery, 1895
- T. lanuginosum Mayr, 1870 – Behaarde zaadmier
- T. laparum Bolton, 1977
- T. laticephalum Bolton, 1977
- T. latinode Collingwood & Agosti, 1996
- T. latreillei Forel, 1895
- T. legone Bolton, 1980
- T. lobulicorne Santschi, 1916
- T. longicorne Forel, 1907
- T. longoi Forel, 1915
- T. lucayanum Wheeler, W.M., 1905
- T. lucidulum Menozzi, 1933
- T. lucyae Sorger, 2011
- T. luteipes Santschi, 1910
- T. luteolum Arnold, 1926
- T. mackae Hita Garcia & Fisher, 2012
- T. magnificum Bolton, 1980
- T. mahafaly Hita Garcia & Fisher, 2011
- T. mai Wang, M., 1993
- T. malabarense Sheela & Narendran, 1998
- T. malagasy Hita Garcia & Fisher, 2012
- T. mallenseana Hita Garcia & Fisher, 2012
- T. manni Bolton, 1985
- T. manobo (Calilung, 2000)

- T. marginatum Forel, 1895
- T. marojejy Hita Garcia & Fisher, 2012
- T. matopoense Arnold, 1926
- T. maurum Santschi, 1918
- T. mayri (Mann, 1919)
- T. megalops Bolton, 1977
- T. meghalayense Bharti, 2011
- T. melanogyna Mann, 1919
- T. menkaura (Bolton, 1976)
- T. meressei Forel, 1916
- T. meridionale Emery, 1870
- T. meshena (Bolton, 1976)
- T. metactum Bolton, 1980
- T. mexicanum Bolton, 1979
- T. microgyna Santschi, 1918
- T. microps (Mayr, 1901)
- T. minimum (Bolton, 1976)
- T. minusculum (Santschi, 1914)
- T. miserabile Santschi, 1918
- T. mixtum Forel, 1902
- T. mkomazi Hita Garcia, Fischer & Peters, 2010
- T. monardi (Santschi, 1937)
- T. moravicum Kratochvíl, 1941
- T. mossamedense Forel, 1901
- T. muralti Forel, 1910
- T. muscorum Arnold, 1926
- T. mutatum Bolton, 1985
- T. myops Bolton, 1977
- T. nacta (Bolton, 1976)
- T. naganum Bolton, 1979
- T. nautarum Santschi, 1918
- T. navum Bolton, 1977
- T. nazgul Hita Garcia & Fisher, 2012
- T. nefassitense Forel, 1910
- T. nify Hita Garcia & Fisher, 2012
- T. nigrum Forel, 1907
- T. nipponense Wheeler, W.M., 1928
- T. nitidissimum Pisarski, 1967
- T. nodiferum (Emery, 1901)
- T. noeli Hita Garcia & Fisher, 2012
- T. noratum Bolton, 1977
- T. norvigi Hita Garcia & Fisher, 2012
- T. nosybe Hita Garcia & Fisher, 2012
- T. notiale Bolton, 1980
- T. notomelanum Vásquez-Bolaños, Castaño-Meneses & Guzmán-Mendoza, 2011
- T. nube Weber, 1943
- T. nursei Bingham, 1903
- T. obesum André, 1887
- T. obtusidens Viehmeyer, 1916
- T. occidentale (Santschi, 1916)
- T. ocothrum Bolton, 1979
- T. oculatum Forel, 1913
- T. ochrothorax Chang & He, 2001
- T. olana Hita Garcia & Fisher, 2012
- T. orc Hita Garcia & Fisher, 2012
- T. orientale Forel, 1895
- T. ornatum Emery, 1897
- T. osiris (Bolton, 1976)
- T. pacificum Mayr, 1870 – Pacifische zaadmier
- T. palaense Bolton, 1979
- T. parasiticum Bolton, 1980
- T. parvioculum Guillem & Bensusan, 2009
- T. parvispinum (Emery, 1893)
- T. parvum Bolton, 1977
- T. pauper Forel, 1907
- T. pelagium Poldi, 1995
- T. peringueyi Arnold, 1926
- T. perlongum Santschi, 1923
- T. persignatum Bolton, 1995
- T. petersi Forel, 1910
- T. petiolatum Sheela & Narendran, 1998
- T. peutli Forel, 1916
- T. phasias Forel, 1914
- T. philippwagneri Hita Garcia, Fischer & Peters, 2010
- T. pialtum Bolton, 1980
- T. pilosum Emery, 1893
- T. pinnipilum Bolton, 1980
- T. placidum Bolton, 1979
- T. platynode Bolton, 1980
- T. pleganon Bolton, 1979
- T. plesiarum Bolton, 1979
- T. plumosum Bolton, 1980
- T. pnyxis (Bolton, 1976)
- T. pogonion Bolton, 1980
- T. politum Emery, 1897
- T. polymorphum Yamane & Jaitrong, 2011
- T. popell Hita Garcia & Fisher, 2012
- T. postpetiolatum Santschi, 1919
- T. poweri Forel, 1914
- T. praetextum Bolton, 1980
- T. proximum Bolton, 1979
- T. psymanum Bolton, 1980
- T. pulchellum Emery, 1897
- T. pulcherrimum (Donisthorpe, 1945)
- T. pullulum Santschi, 1924
- T. punctatum Santschi, 1927
- T. punctiventre Emery, 1887
- T. punicum (Smith, F., 1861)
- T. pusillum Emery, 1895
- T. pylacum Bolton, 1980
- T. pyrenaeicum Röszler, 1937
- T. quadridentatum Stitz, 1910
- T. qualarum Bolton, 1980
- T. quasirum Bolton, 1979
- T. ranarum Forel, 1895
- T. regulare Bolton, 1980
- T. rekhefe Bolton, 1979
- T. renae Hita Garcia, Fischer & Peters, 2010
- T. repentinum Arnold, 1926
- T. repletum Wang & Xiao, 1988
- T. reptana (Bolton, 1976)
- T. reticuligerum Bursakov, 1984
- T. rhetidum Bolton, 1980
- T. rhodium Emery, 1924
- T. rigidum Bolton, 1977
- T. rimytyum Bolton, 1980
- T. rinatum Bolton, 1977
- T. robertsoni Hita Garcia, Fischer & Peters, 2010
- T. robitika Hita Garcia & Fisher, 2012
- T. rogatum Bolton, 1980
- T. rossi (Bolton, 1976)
- T. rothschildi (Forel, 1907)
- T. rotundatum (Santschi, 1924)
- T. rubrum Hita Garcia, Fischer & Peters, 2010
- T. rufescens Stitz, 1923
- T. rugigaster Bolton, 1977
- T. ryanphelanae Hita Garcia & Fisher, 2012
- T. sabatra Hita Garcia & Fisher, 2012
- T. sada Hita Garcia & Fisher, 2012
- T. saginatum Bolton, 1980
- T. sahlbergi Finzi, 1936
- T. salomo Mann, 1919
- T. salvatum Forel, 1902
- T. salwae Mohamed, Zalat, Fadl, Gadalla & Sharaf, 2001
- T. sanetrai Schulz & Csösz, 2007
- T. sargina Hita Garcia & Fisher, 2012
- T. scabrosum (Smith, F., 1859)
- T. scabrum Mayr, 1879
- T. sculptatum Bolton, 1977
- T. scytalum Bolton, 1979
- T. schaufussii Forel, 1891
- T. schmidti Forel, 1904
- T. schneideri Emery, 1898
- T. schoutedeni Santschi, 1924
- T. securis Roncin, 2002
- T. semilaeve André, 1883
- T. semireticulatum Arnold, 1917
- T. seneb Bolton, 1977
- T. sentosum Sheela & Narendran, 1998
- T. sepositum Santschi, 1918
- T. sepultum Bolton, 1980
- T. sericeiventre Emery, 1877
- T. sericeum Arnold, 1926
- T. setigerum Mayr, 1901
- T. setuliferum Emery, 1895
- T. severini (Emery, 1895)
- T. shamshir Hita Garcia & Fisher, 2012
- T. shensiense Bolton, 1977
- T. shilohense Forel, 1913
- T. shirlae Sharaf, 2007
- T. shivalikense Bharti & Kumar, 2012
- T. sigillum Bolton, 1980
- T. signatum Emery, 1895
- T. sikorae Forel, 1892
- T. silvicola Hita Garcia & Fisher, 2012
- T. simillimum (Smith, F., 1851) – Dwergzaadmier
- T. simulator Arnold, 1917
- T. singletonae Hita Garcia & Fisher, 2012
- T. sitefrum Bolton, 1980
- T. sjostedti Forel, 1915
- T. smaug Hita Garcia & Fisher, 2012
- T. smithi Mayr, 1879
- T. snellingi Hita Garcia, Fischer & Peters, 2010
- T. solidum Emery, 1886
- T. somniculosum Arnold, 1926
- T. spininode Bolton, 1977
- T. spinosum (Pergande, 1896)
- T. splendens Ruzsky, 1902
- T. splendidior (Viehmeyer, 1925)
- T. squaminode Santschi, 1911
- T. steinheili Forel, 1892
- T. striabdomen Chang & He, 2001
- T. striativentre Mayr, 1877
- T. strictum Bolton, 1977
- T. striolatum Viehmeyer, 1914
- T. subcoecum Forel, 1907
- T. sudanense (Weber, 1943)
- T. sulcinode Santschi, 1927
- T. surrogatum Bolton, 1985
- T. susannae Hita Garcia, Fischer & Peters, 2010
- T. syriacum Emery, 1924
- T. tabarum Bolton, 1980
- T. talpa (Bolton, 1976)
- T. tanaense Hita Garcia, Fischer & Peters, 2010
- T. tantillum Bolton, 1979
- T. taueret Bolton, 1995
- T. taylori Bolton, 1985
- T. tenebrosum Arnold, 1926
- T. tenuicrine (Emery, 1914)
- T. termitobium Emery, 1908
- T. thalidum Bolton, 1977
- T. thoth (Bolton, 1976)
- T. titus Forel, 1910
- T. tonganum Mayr, 1870
- T. tortuosum Roger, 1863
- T. tosii Emery, 1899
- T. traegaordhi Santschi, 1914
- T. trafo Hita Garcia & Fisher, 2012
- T. transversarium Roger, 1863
- T. triangulatum Bharti & Kumar, 2012
- T. tricarinatum Viehmeyer, 1914
- T. trimeni (Emery, 1895)
- T. trirugosum Hita Garcia, Fischer & Peters, 2010
- T. tsingy Hita Garcia & Fisher, 2012
- T. tsushimae Emery, 1925
- T. turneri Forel, 1902
- T. tychadion Bolton, 1980
- T. tylinum Bolton, 1977
- T. typhlops Bolton, 1980
- T. tyrion Hita Garcia & Fisher, 2012
- T. ubangense Santschi, 1937
- T. umtaliense Arnold, 1926
- T. undatium Chang & He, 2001
- T. unicum Bolton, 1980
- T. urbanii Bolton, 1977
- T. validiusculum Emery, 1897
- T. valky Hita Garcia & Fisher, 2012
- T. vandalum Bolton, 1977
- T. vernicosum Radchenko, 1992
- T. versiculum Bolton, 1980
- T. vertigum Bolton, 1977
- T. vexator Arnold, 1926
- T. viehmeyeri Forel, 1907
- T. viticola Weber, 1943
- T. voasary Hita Garcia & Fisher, 2012
- T. vohitra Hita Garcia & Fisher, 2012
- T. vombis (Bolton, 1976)
- T. vony Hita Garcia & Fisher, 2012
- T. wadje Bolton, 1980
- T. wagneri Viehmeyer, 1914
- T. walshi (Forel, 1890)
- T. wardi Hita Garcia & Fisher, 2012
- T. warreni Arnold, 1926
- T. weitzeckeri Emery, 1895
- T. xanthogaster Santschi, 1911
- T. xuthum Bolton, 1980
- T. yammer Hita Garcia & Fisher, 2012
- T. yarthiellum (Bolton, 1976)
- T. yemene Collingwood & Agosti, 1996
- T. yerburyi Forel, 1902
- T. youngi Bolton, 1980
- T. yulongense Xu & Zheng, 1994
- T. zambezium Santschi, 1939
- T. zapyrum Bolton, 1980
- T. zenatum Bolton, 1979
- T. zonacaciae (Weber, 1943)
- T. zypidum Bolton, 1977